# 檳城國家公園
檳城國家公園是馬來西亞的國家公園，位於檳島西北部，成立於2003年，面積25.6平方公里，有鸛嘴翡翠、大白鷺、白腹海鵰、栗鳶、翠鳥等野生鳥類棲息。